# Piment fort (jeu télévisé)
Pour les articles homonymes, voir Piment (homonymie).
Piment fort est un jeu télévisé québécois animé par Normand Brathwaite et diffusé entre le 7 septembre 1993 et le 18 mai 2001 sur le réseau TVA, puis pour deux saisons en 2016 et 2017,.

## Description
Trois artistes reconnus sont invités à l'émission pour relever des défis humoristiques le tout en y associant souvent personnalités publiques connues et politiciens. Ces invités étaient le plus souvent des humoristes mais aussi parfois des acteurs ou un caricaturiste.
Exemples de jeux ou défis : 
- faire des blagues à partir de citations réelles de l'actualité, titres de journaux, statistiques.
- raconter une blague classique : par exemple en commençant par « une fois c't'un gars… »
- terminer des proverbes qui deviendront célèbres… pour leur stupidité !
- compléter une phrase, jeux de rimes, chansons stupides.

### Déroulement
Chaque participant est debout, derrière le même long bureau, et est associé à une couleur (bleu, rouge, vert). Après avoir annoncé le nom du jeu qui s'amorce, l'animateur met alors un gigantesque chapeau abondamment décoré (volontairement ridicule et hautement architectural !) qui représente avec humour le style du jeu en question. L'animateur explique les règles et donne un exemple puis enchaîne les « questions » ou énoncés qu'il lit sur un carton. Par exemple, il commence un poème et demande aux invités de compléter un vers. Chaque invité donne sa drôle de réplique farfelue et l'animateur poursuit avec d'autres vers à compléter qui amènent d'autres blagues, tout en racontant une petite histoire. Après quelques tours, à la fin de ce poème, le conteur des meilleures blagues (qui auront complètement déformé le poème) est choisi par le public dans la salle qui vote en agitant un carton de la couleur du joueur qu'ils apprécient. Quand il y a visiblement une couleur favorite dans la salle, le joueur gagnant se mérite alors un ou plusieurs piments forts en plastique selon sa performance, le tout fièrement et parfois puissamment lancé par l'animateur directement à lui. Quand le vote est moins clair (évaluation visuelle rapide), l'animateur ne compte pas du tout les couleurs ; il s'exclame plutôt : « C'est chaud, c'est chaud, c'est chaud ! Mais ! J'ai eu le temps de compter, mesdames et messieurs, avec mon oeil de verre. » puis donne simplement un piment à chaque joueur. D'autres jeux s'enchaînent alors et le nombre de piments distribués augmente. Parfois l'animateur ne se gêne pas pour intervenir, soit pour faire rire le public à son tour, soit pour donner des piments à des moments particulièrement très drôles. À la fin de toutes les émissions le public est invité à venir y assister et l'animateur termine en disant : « c'est 18 ans et plus parce qu'il y a de la boisson!!! »

## Faits intéressants
- L'émission était enregistrée devant public au Café Campus de Montréal. Au total, il y eut 1 298 émissions.
- Selon le site de TVA : « Pendant huit saisons, de 1993 à 2001, Piment fort est incontestablement demeuré le jeu télévisé le plus populaire au Québec avec près de deux millions de téléspectateurs francophones chaque semaine. »
- Depuis une émission précise, l'animateur Normand Brathwaite avait pris l'habitude de frapper sur le décor du show, affirmant qu'il était laid. À la demande du public, il devra répéter ces coups et poussées à presque toutes les autres émissions par la suite, à un moment précis durant l'émission, l'équipe technique aidant à retenir le décor pour éviter qu'il tombe.
- L'alcool étant disponible sur place, l'animateur expliquait rapidement à chaque fin d'émission que les gens pouvait venir y assister à condition qu'ils soient âgés de 18 ans ou plus.
- Pendant des années, peu de téléspectateurs aurait pu prouver que les invités préparaient la totalité de leurs réponses à l'avance, probablement parce que lorsqu'un joueur ne se souvenait plus d'une réponse, ses erreurs et improvisations le rendaient naturel. Il semble que ce fut un secret bien gardé.
- De façon récurrente et durant plusieurs années, les invités ont fait de nombreuses blagues au sujet d'un événement de la vie personnelle de Normand Brathwaite. Il s'agit de son arrestation en état d'ivresse sur le pont Jacques-Cartier[4]. Presque tous les invités y ont fait allusion au moins une fois à la blague au cours des années, y compris Brathwaite lui-même.

## Les Jeux
(Liste partielle à compléter)
- Avec des si
- Blind-date
- Chante-la ta chanson
- Ça rime en crime
- Les 100 dessins
- Conférence de presse
- Connais-tu l'histoire du gars…
- Les faux proverbes
- O.V.N.I.
- Place aux poètes
- Les pieds dans les plats
- Pot pourri
- Les simagrés
- Le tribunal
- Vidéos ballons
- Chez le psy
- À quoi tu penses?
- Trouvez l’intrus
- Au pied de la lettre
- Les béatitudes
- Ça rend sourd
- C'est meilleur en groupe
- C'est quoi ton sigle?
- Devine la devise
- Les calembourgeois
- Fais ta prière
- Ils vont tellement bien ensemble
- C’est quoi? C’est quoi?
- Mission impossible
- Les mots croisés
- Lis-moi donc ça!
- Qu'avez-vous à déclarer?
- Trouvez le mozus
- Vive la différence!
- Bienvenue en enfer
- C’est quelque chose
- Fais ton testament
- Comme maman disait
- On va-tu aux vues?
- Y ont l'tour
- L'avenir dans mes boules
- J'ai mon voyage
- Fais-moi une ligne
- Les enfantillages
- C'est qui? C'est qui?
- La grosse légume
- Le sac sur la tête
- Le détecteur de mensonges
- Strip tease
- Top secret
- Le début de la fin
- C'est à qui, ça?
- Titre vie
- Slogans honnêtes

## Autour de l'émission
Au passage de Normand Brathwaite à l'émission Tout le monde en parle, animée par Guy A. Lepage, on apprend que l'émission était arrangée et que les questions et réponses étaient préétablies entre l'animateur et les participants. Normand cite comme exemple Dany Turcotte, qui a été coanimateur de Tout le monde en parle, avait à l'époque répondu à une question du jeu avant même que Normand ne la lui pose. Les spectateurs avaient donc compris à ce moment que l'émission était arrangée.